# Tuatara (gruppo musicale)
I Tuatara sono un gruppo di musica sperimentale nato come side-project di alcuni musicisti di Seattle, membri di gruppi di rilievo come R.E.M., Screaming Trees, Minus 5 e Luna.

## Storia del gruppo
Questo supergruppo voluto da Barrett Martin (Screaming Trees, Mad Season), qui alla batteria e in ogni genere di percussioni (congas, djembe, marimba, vibrafono, udu e tabla), Justin Hardwood (bassista dei Luna), Skerik (Critters Buggin), leggendario sassofonista Jazz di Seattle e Peter Buck (chitarrista dei R.E.M.), nacque nel 1996 come occasionale progetto per la realizzazione di colonne sonore e fu definito dallo stesso Buck come un gruppo di ragazzi bianchi che si divertono a suonare strumenti esotici, ma l'alta prolificità raggiunta nelle sessioni di registrazione ha portato la band ad utilizzare i risultati delle sessions non solo per il loro album di debutto, ma anche per i successivi due.
Al primo Album Breaking The Ethers (Epic Records), uscito nel 1997, collaborarono anche Mike McCready (Pearl Jam), Steve Berlin (Los Lobos) e Scott McCaughey (Minus 5) L'album fu seguito da un tour durante il quale partecipò, in veste di vocalist anche Mark Eitzel (American Music Club).
In questo primo disco prevalsero suoni evocativi e melodie orientali, cavalcate ritmiche e momenti di immobile profondità, con un sound influenzato da vari stili musicali, dalla musica Libanese alla musica Asiatica alla più tradizionale musica folk occidentale.
Per il secondo album, si aggiunsero ufficialmente alla formazione Berlin (sassofono e flauto) e McCaughey (chitarra) e nelle vesti di collaboratori Craig Flory (clarinetto e sassofono), Mike Stone (batteria) ed Elizabeth Pupo-Walker (congas e percussioni). Il risultato, pubblicato nel 1998, fu Trading With The Enemy (Epic Records),  un album con un sound più aperto, solare, esotico, ma privo dell'intensità del suo predecessore.
Nel 2002, dopo il passaggio alla nuova etichetta discografica di Martin, vide la luce Cinematique (Fast Horse Recordings), un album composto da brani scritti col chiaro intento di essere utilizzati come tracce per colonne sonore cinematografiche.
Nel 2004 pubblicarono The Loading Program (Fast Horse Recordings) un album di remix realizzati da alcuni dei migliori DJ a livello mondiale.
Dopo quattro anni effettivi d'assenza dagli studi di registrazione, la band si è riunita per produrre un doppio album: East Of The Sun (Fast Horse Recordings), il primo dei due album dovrebbe uscire il prossimo 12 giugno negli Stati Uniti. Il disco, che secondo il portavoce del gruppo, avrà un mood sperimentale con sonorità Rock and roll Anni '60 e mixerà influenze spagnole e arabe, dovrebbe essere seguito da un tour promozionale e dalla pubblicazione della seconda parte del progetto West Of The Moon (Fast Horse Recordings) prevista per il prossimo ottobre. A questi due album hanno partecipato come membri ufficiali anche Kevin Hudson (basso), e Dave Carter (corno e tromba).

## Formazione

### Formazione attuale
- Barrett Martin (Screaming Trees, Mad Season) - (batteria, percussioni)
- Peter Buck (R.E.M.) - (chitarra, basso, banjo, ukulele, mandolino)
- Skerik (Critters Buggin) - (sassofono)
- Scott McCaughey (Minus 5, R.E.M.) - (chitarra, pianoforte)
- Steve Berlin (Los Lobos) - (sassofono)
- Craig Flory (Combo Craig) - (clarinetto, sassofono)
- Elizabeth Pupo-Walker (The Tiptons) - (percussioni, congas)
- Kevin Hudson - (basso)
- Dave Carter - (corno, tromba)

### Ex componenti
- Justin Hardwood (Luna) - (basso) (1996-2002)
- Mike McCready (Pearl Jam) - (chitarra) (1996)
- Mark Eitzel (American Music Club) - (voce) (1996)
- Mike Stone - (batteria) (1998-2002)

## Discografia
- 1997 - Breaking the Ethers (CD) - Epic Records
- 1998 - Trading With the Enemy (CD) - Epic Records
- 2002 - Cinemathique (CD) - Fast Horse Recordings
- 2004 - The Loading Program (CD) - Fast Horse Recordings
- 2007 - East of the Sun (CD) - Fast Horse Recordings
- 2007 - West of the Moon (CD) - Fast Horse Recordings * data non confermata
- 2008 - The Here and the Gone
- 2014 - Underworld
- 2016 - Shamanic Nights: Live in the City